# Incêndios florestais na Califórnia em outubro de 2007
Os incêndios florestais da Califórnia de outubro de 2007 foram uma série de mais de 20 incêndios florestais que arderam no Sul da Califórnia, forçando a evacuação de mais de 1,000,000  habitantes, destruindo, pelo menos, 1,500 casas e estruturas e ameaçando a destruição de pelo menos mais 15,000 e danificando no mínimo 56 mil outras. Os incêndios já mataram quatorze pessoas e feriram pelo menos 16 bombeiros e 25 outros. O governador do estado, Arnold Schwarzenegger decretou estado de emergência em sete municípios atingidos da Califórnia. Pelo menos 1,100 km² foram queimados no condado de Santa Bárbara, na divisa com o México.

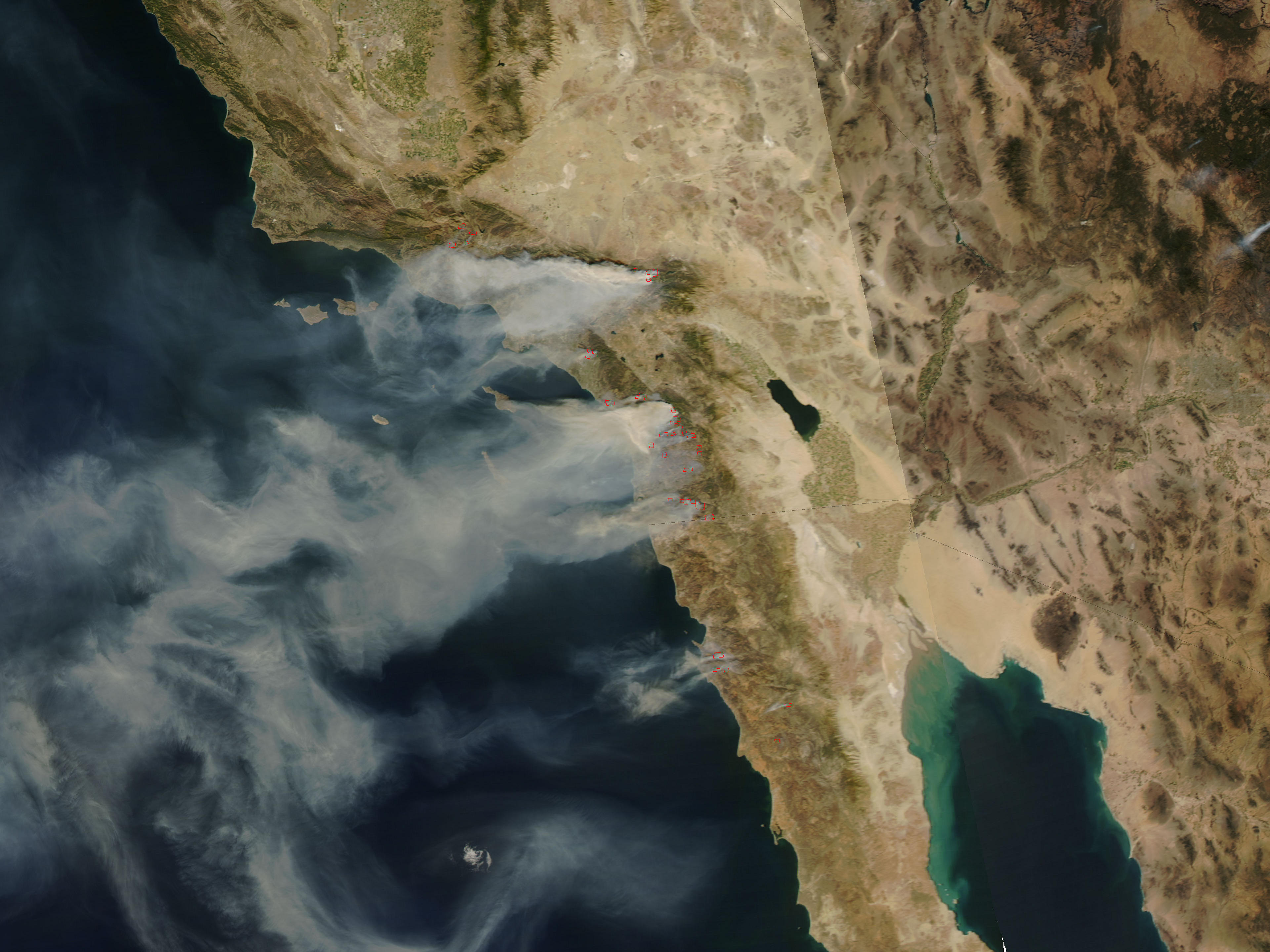
Imagem de satélite da NASA mostrando a abrangência do incêndio.

Um fator ter contribuindo os incêndios é a seca ocorrida no sul da Califórnia. Os incêndios foram iniciados e espalharam pela excepcionalmente forte Ventos da Santa Ana.
O governador da Califórnia, Arnold Schwarzenegger decretou o estado de emergência em sete condados de Califórnia onde há queimadas. O presidente Bush havia declarado a existência de uma situação de emergência no Estado da Califórnia e ordenou em resposta o auxílio Federal para complementar esforços locais do Estado.
Acredita-se que os ventos derrubaram as linhas elétricas, desencadeando vários dos incêndios. Um incêndio foi o resultado de fogo posto; um foi iniciado por um dos derrubados por um semi-caminhão. As causas do incêndio ainda estão sob investigação. Ainda não são esperadas melhorias na condições dos ventos até o dia 25 de outubro de 2007.